# Despacito
"Despacito" (phát âm tiếng Tây Ban Nha: [despa'sito]; Chậm lại) là một bài hát của nghệ sĩ pop Luis Fonsi với ca sĩ rapper người Puerto Rico Daddy Yankee từ album studio của Fonsi. Vào ngày 13 tháng 1 năm 2017, Universal Music Latin phát hành "Despacito" và video âm nhạc, với hình ảnh cả hai nghệ sĩ biểu diễn bài hát ở khu phố La Perla của Old San Juan, Puerto Rico và bar La Factoría. Bài hát được Luis Fonsi, Erika Ender và Daddy Yankee cùng viết, và được Andrés Torres và Mauricio Rengifo đồng sản xuất.
Đây là một bài hát reggaeton-pop với nhịp chuẩn và lời bài hát nói về mối quan hệ tình dục, thể hiện một cách mượt mà và lãng mạn. Bài hát thành công lớn về mặt thương mại, đứng đầu bảng xếp hạng của 45 quốc gia và đạt tới top 10 trong 9 quốc gia khác, làm cho cả Fonsi và Daddy Yankee trở thành các nghệ sĩ thành công nhất cho đến nay. Nó đã trở thành bài hát chủ yếu bằng tiếng Tây Ban Nha đứng đầu bảng xếp hạng Billboard Hot 100 kể từ bài "Macarena" (Bayside Boys Mix) vào năm 1996. Video chính thức của "Despacito" trên YouTube đã nhận được một tỷ lần xem vào ngày 20 tháng 4 năm 2017 sau 97 ngày, trở thành video nhanh thứ hai trên trang web để đạt được mốc trên sau "Hello" của Adele. Video đã nhận được hai tỷ lần xem vào ngày 16 tháng 6 sau 154 ngày, làm cho nó trở thành video nhanh nhất trên YouTube để đạt được mốc trên. Với doanh thu được xác thực 2,04 triệu đô la của nó cộng với tỷ lệ tương đương theo dõi live stream, "Despacito" là một trong những đĩa đơn Latin bán chạy nhất ở Hoa Kỳ.
Một số phiên bản remix đã được phát hành sau thành công của Despacito. Vào ngày 17 tháng 3 năm 2017, cả phiên bản solo pop và phiên bản salsa với nhạc sĩ Puerto Manuel Victor Manuelle đã được phát hành. Vào ngày 17 tháng 4 năm 2017, phiên bản remix với ca sĩ người Canada Justin Bieber đã được phát hành; Phiên bản này đã giúp cải thiện hiệu suất của bảng xếp hạng bài hát ở nhiều quốc gia, đặc biệt trong các quốc gia nói tiếng Anh. Vào ngày 5 tháng 5 năm 2017, cả hai phiên bản điện tử được sản xuất bởi hai bộ ba người Mỹ là Major Lazer và Colombian DJ MOSKA và một phiên bản đô thị của Sky đã được phát hành.
Ngày 4 tháng 8 năm 2017, YouTube ghi nhận Despacito là MV đầu tiên cán mốc 3 tỉ lượt xem. Vượt qua cả Gangnam Style huyền thoại của Psy và See You Again của Wiz Khalifa, ca khúc tiếng Tây Ban Nha của Ca sĩ Luis Fonsi và Daddy Yankee chính thức giữ ngôi vương sau 7 tháng ra mắt. Ngày 13 tháng 10 năm 2017, Despacito cũng là MV đầu tiên đạt được 4 tỉ lượt xem trên YouTube chỉ sau 9 tháng ra mắt. Vào ngày 5 tháng 4 năm 2018, Despacito đã cán mốc 5 tỉ lượt xem trên YouTube, trở thành MV có lượt xem lớn nhất thế giới. Đây cũng là MV đầu tiên trên YouTube được 6 tỉ lượt xem.
Vào ngày 10 tháng 4 năm 2018, khi Despacito đạt 5 tỷ lượt xem, tài khoản YouTube của Luis Fonsi cùng một số nghệ sĩ khác như Shakira, Taylor Swift đã bị tấn công bởi một nhóm người vô danh, họ đã xóa video âm nhạc cho "Despacito" khỏi kênh của anh ấy. Sau đó vài tiếng, MV được khôi phục trở lại với số lượt xem và lượt thích được bảo toàn.

## Bối cảnh

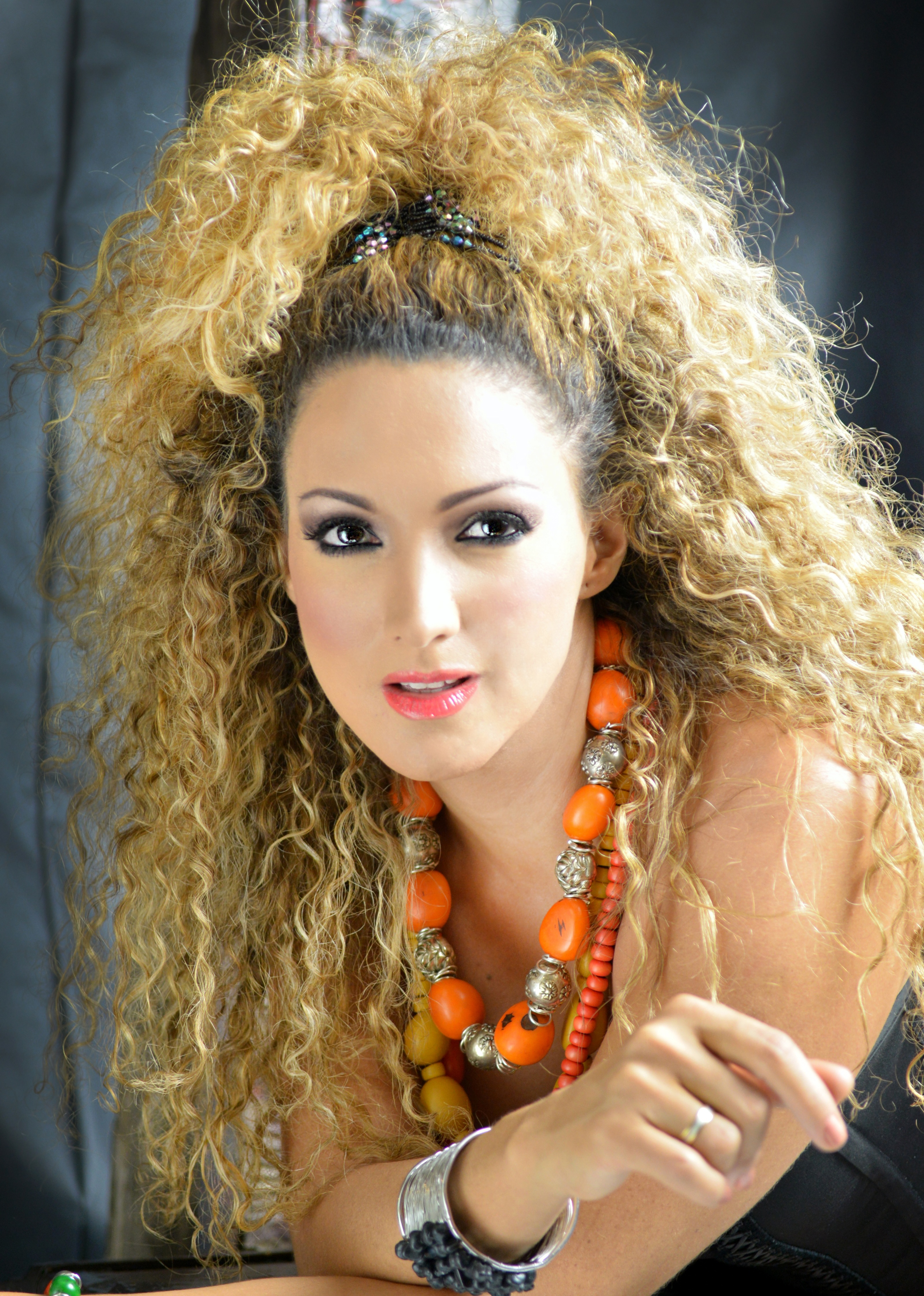
Ca sĩ và nhà viết nhạc người Panama Erika Ender (ảnh) đồng viết nhạc "Despacito" với Fonsi

Sau hai năm không phát hành thêm sản phẩm âm nhạc mới nào, Luis Fonsi muốn tạo ra "một bài hát vui nhộn có giai điệu Latin mà tôi cảm thấy thoải mái khi hát và khiến cho mọi người chỉ muốn nhảy theo". Theo Erika Ender, ca từ bài hát được sáng tác cuối năm 2015 trong nhà của Fonsi sau khi anh bày tỏ mong muốn thu âm "một bài hát nhịp nhàng" cho album mới của mình. Fonsi đã đưa đoạn điệp khúc mà anh đã viết cho Ender xem, người bạn thân của anh đồng thời là chủ nhân của giải Grammy Latin 2016 trong vai trò người viết nhạc, và sau đó họ cùng nhau viết nốt phần còn lại của ca khúc.

### Phiên bản Justin Bieber remix
Ba tháng sau khi phát hành "Despacito", nam ca sĩ người Canada Justin Bieber muốn thu âm một phiên bản remix sau khi nghe bài hát này trong một hộp đêm tại Colombia trong chuyến lưu diễn ở Nam Mỹ. Ngày hôm sau, Luis Fonsi nhận được một cuộc điện thoại từ Universal Latin về ý định remix và ủy quyền cho hãng đĩa gửi ca khúc cho Bieber. Người quản lý của Bieber, Scooter Braun đã liên hệ với nhà sản xuất thanh nhạc Josh Gudwin để làm việc cho bài hát, người đã bay đến Bogotá và thu âm giọng hát của Justin Bieber trong Estudios Audiovisión.

## Video âm nhạc
Video âm nhạc được phát hành kèm theo đĩa đơn vào ngày 12 tháng 1 năm 2017, nhận được 5.14 triệu lượt xem trong 24 giờ đầu tiên, phá vỡ kỷ lục của J Balvin với "Bobo" cho một clip nói tiếng Tây Ban Nha của Vevo. Video được quay vào tháng 12 năm 2016 tại vùng La Perla và quán bar nổi tiếng tại San Juan, Puerto Rico, video do Carlos Perez đạo diễn và sản xuất.
Video đã thu hút một tỷ lượt xem trong 97 ngày, trở thành video nhanh thứ hai đạt cột mốc này sau "Hello" của Adele. Video đạt hai tỷ lượt xem trong 154 ngày, vượt qua kỷ lục 394 ngày của Justin Bieber với ca khúc "Sorry" để trở thành video nhanh nhất đạt cột mốc trên. Ngày 4 tháng 8 năm 2017, video của "Despacito" trở thành video đầu tiên đạt ba tỷ lượt xem trên YouTube.. Nó đã vượt qua mốc bốn tỷ lượt xem tính đến 11 tháng 10 năm 2017 và trở thành video được xem nhiều nhất trên trang web, vượt qua video âm nhạc của "See You Again" của Wiz Khalifa và Charlie Puth. Đây cũng là video có nhiều lượt thích nhất trên YouTube, với hơn 28 triệu lượt thích (89,63%) và 5,2 tỷ lượt xem tính đến 20 tháng 10 năm 2018. Tính đến ngày 10 tháng 4 năm 2018, nó vượt mốc 5 tỷ lượt xem.

## Xếp hạng

### Xếp hạng tuần
| Xếp hạng (2017)                                 | Vị trí cao nhất |
| ----------------------------------------------- | --------------- |
| Argentina (Monitor Latino)                      | 1               |
| Australia (ARIA)                                | 26              |
| Áo (Ö3 Austria Top 40)                          | 1               |
| Bỉ (Ultratop 50 Flanders)                       | 1               |
| Bỉ (Ultratop 50 Wallonia)                       | 1               |
| Bolivia (Monitor Latino)                        | 1               |
| Canada (Canadian Hot 100)                       | 56              |
| Chile (Monitor Latino)                          | 1               |
| Colombia (National-Report)                      | 1               |
| Costa Rica (Monitor Latino)                     | 1               |
| Croatia (HRT)                                   | 1               |
| Cộng hòa Séc (Rádio Top 100)                    | 2               |
| Cộng hòa Séc (Singles Digitál Top 100)          | 1               |
| Đan Mạch (Tracklisten)                          | 1               |
| Dominican Republic (Monitor Latino)             | 2               |
| Ecuador (Monitor Latino)                        | 1               |
| El Salvador (Monitor Latino)                    | 7               |
| Europe Digital Songs (Billboard)                | 4               |
| Phần Lan (Suomen virallinen lista)              | 20              |
| Pháp (SNEP)                                     | 1               |
| Trường songid là BẮT BUỘC CHO BẢNG XẾP HẠNG ĐỨC | 1               |
| Germany (Airplay Chart)                         | 1               |
| Greece Digital Songs (Billboard)                | 1               |
| Guatemala (Monitor Latino)                      | 1               |
| Hungary (Dance Top 40)                          | 2               |
| Hungary (Rádiós Top 40)                         | 1               |
| Hungary (Single Top 40)                         | 1               |
| Hungary (Stream Top 40)                         | 1               |
| Iceland (RÚV)                                   | 9               |
| Ireland (IRMA)                                  | 1               |
| Israel (Media Forest)                           | 1               |
| Ý (FIMI)                                        | 1               |
| Japan (Japan Hot 100)                           | 48              |
| Latvia (Latvijas Top 40)                        | 4               |
| Lebanon (Lebanese Top 20)                       | 1               |
| Luxembourg Digital Songs (Billboard)            | 2               |
| Malaysia (RIM)                                  | 7               |
| Mexico (AMPROFON)                               | 1               |
| Mexico Airplay (Billboard)                      | 1               |
| Hà Lan (Single Top 100)                         | 1               |
| Hà Lan (Dutch Top 40)                           | 1               |
| Norway (VG-lista)                               | 22              |
| Panama (Monitor Latino)                         | 1               |
| Paraguay (Monitor Latino)                       | 1               |
| Peru (Monitor Latino)                           | 1               |
| Philippines (Philippine Hot 100)                | 1               |
| Ba Lan (Polish Airplay Top 100)                 | 1               |
| Bồ Đào Nha (AFP)                                | 1               |
| Romania Radio Airplay (Media Forest)            | 3               |
| Russia Airplay (Tophit)                         | 1               |
| Russia Airplay & Streaming (Tophit)             | 1               |
| Scotland (Official Charts Company)              | 5               |
| Slovakia (Rádio Top 100)                        | 1               |
| Slovakia (Singles Digitál Top 100)              | 1               |
| Slovenia (SloTop50)                             | 1               |
| Tây Ban Nha (PROMUSICAE)                        | 1               |
| Thụy Điển (Sverigetopplistan)                   | 23              |
| Thụy Sĩ (Schweizer Hitparade)                   | 1               |
| Ukraine Airplay (Tophit)                        | 2               |
| UK Singles (Official Charts Company)            | 4               |
| Uruguay (Monitor Latino)                        | 1               |
| US Billboard Hot 100                            | 44              |
| Hoa Kỳ Hot Latin Songs (Billboard)              | 1               |
| Venezuela (Record Report)                       | 1               |

| Xếp hạng (2017)                      | Vị trí cao nhất |
| ------------------------------------ | --------------- |
| Úc (ARIA)                            | 1               |
| Canada (Canadian Hot 100)            | 1               |
| Europe Digital Songs (Billboard)     | 1               |
| Ireland (IRMA)                       | 1               |
| Luxembourg Digital Songs (Billboard) | 1               |
| Netherlands (Dutch Top 40)           | 1               |
| Philippines (Philippine Hot 100)     | 1               |
| Scotland (Official Charts Company)   | 1               |
| Sweden (Sverigetopplistan)           | 1               |
| UK Singles (Official Charts Company) | 1               |
| Hoa Kỳ Billboard Hot 100             | 1               |

| Xếp hạng (2017)                       | Vị trí cao nhất |
| ------------------------------------- | --------------- |
| Brazil (Hot 100 Airplay)              | 16              |
| Brazil Pop 20 Airplay (Billboard)     | 1               |
| Phần Lan (Suomen virallinen lista)    | 1               |
| Japan (Japan Hot 100)                 | 28              |
| Malaysia (RIM)                        | 1               |
| Mexico (AMPROFON)                     | 2               |
| New Zealand (Recorded Music NZ)       | 1               |
| Norway (VG-lista)                     | 1               |
| Ba Lan (Dance Top 50)                 | 1               |
| Tây Ban Nha (PROMUSICAE)              | 3               |
| Hoa Kỳ Adult Contemporary (Billboard) | 24              |
| Hoa Kỳ Adult Pop Airplay (Billboard)  | 9               |
| Hoa Kỳ Dance Club Songs (Billboard)   | 8               |
| Hoa Kỳ Pop Airplay (Billboard)        | 1               |
| Hoa Kỳ Rhythmic (Billboard)           | 3               |

| Xếp hạng (2017)                                      | Vị trí cao nhất |
| ---------------------------------------------------- | --------------- |
| Argentina (CAPIF)                                    | 1               |
| Argentina (CAPIF) Justin Bieber remix                | 3               |
| Slovenia (SloTop50)                                  | 1               |
| South Korea International (Gaon)                     | 75              |
| South Korea International (Gaon) Justin Bieber remix | 8               |
| Venezuela (National-Report)                          | 1               |